# Jewgeni Witaljewitsch Mironow

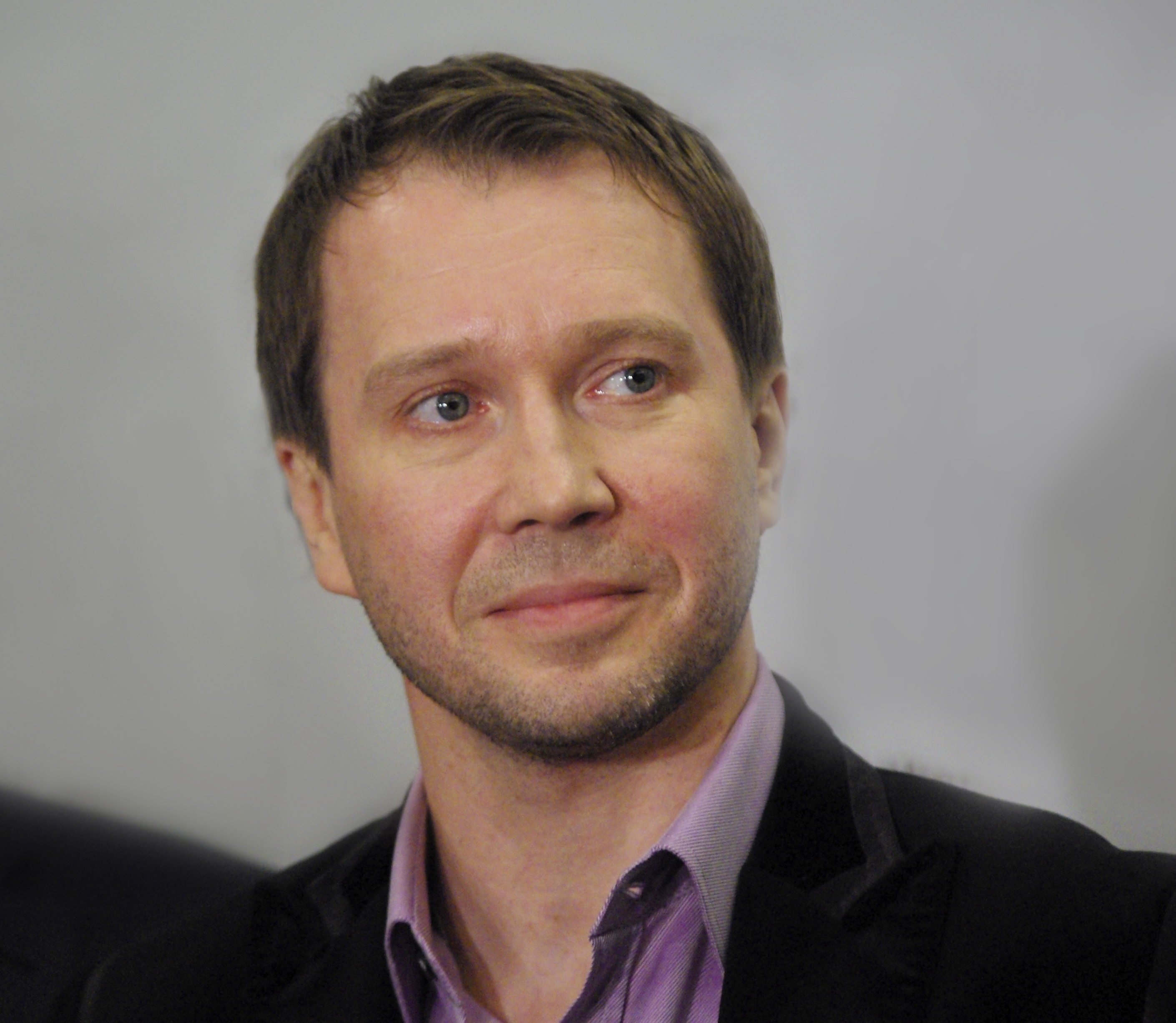
Jewgeni Mironow, 2011

Jewgeni Witaljewitsch Mironow (russisch Евгений Витальевич Миронов, wiss. Transliteration Evgenij Vital'evič Mironov; * 29. November 1966 in Saratow, Sowjetunion) ist ein bedeutender russischer Film-, Fernseh- und Theaterschauspieler. Als Filmschauspieler ist er einer der führenden Charakterdarsteller seines Landes, seit 2004 trägt er den Titel Volkskünstler Russlands.

## Leben
Mironow wurde als Sohn von Witali und Tamara Mironow in der Stadt Saratow geboren. Sein Vater war zeitlebens Chauffeur, trotzdem war die Familie sehr künstlerisch interessiert und auch im Amateurbereich tätig. So wuchs der Junge in einem ihn schon seit frühester Kindheit prägenden Elternhaus auf. Schon als Schüler entschied er sich, unbedingt Schauspieler zu werden. Seine Schwester Oksana Mironowa ist eine bekannte Balletttänzerin in Moskau.

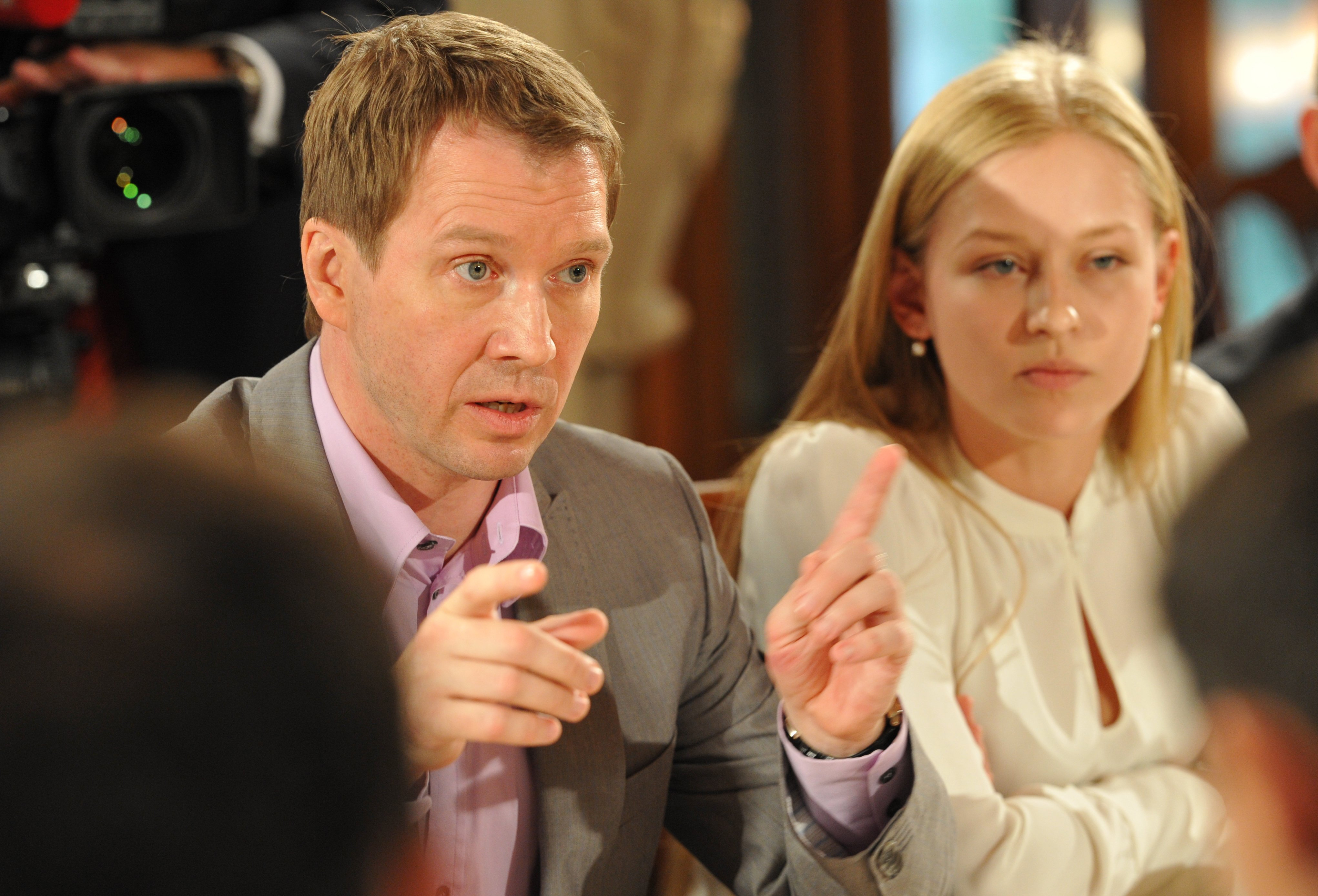
Jewgeni Mironow mit der Schauspielerin Julija Peressild

Bereits als 14-Jähriger wurde er an der auch für Jugendliche offenen Schauspielschule Slonov Drama School in Saratow aufgenommen. Dort blieb er bis 1986. Dann wechselte er nach Moskau, wo er von 1986 bis 1990 am Moscow Art Theatre Studio School studierte. 1990 schloss er sich dem Oleg-Tabakow-Ensemble an, dem er teilweise als Schauspieler bis heute treu geblieben ist.

Autogramm

Obwohl er vor 1988 schon kleine Rollen in Filmen gespielt hatte, begann seine eigentliche Karriere beim Film in diesem Jahr mit dem Film The Keresene Salesman’s Wife. Von da an ging es Schlag auf Schlag und viele weitere Produktionen für das Fernsehen und das Kino folgten.
Seine große Leidenschaft blieb aber das Theater. Seine bekannteste Rolle hatte er dort in dem Stück The Passions of Bumbarash, dass von 1993 bis 2011 durchgehend mit ihm in einer der Hauptrollen lief. Seit 2006 ist er zudem Künstlerischer Leiter des Theaters der Nationen in Moskau. Im selben Jahr gründete er dann seine eigene Theaterkompanie, die Yevgeny Mironow Theatre Company. Zu den bekannten internationalen Regisseuren von Stücken, in denen er mitspielte, zählen Peter Stein und Thomas Ostermeier.
Engagiert ist er auch im Präsidialen Rat für Kunst und Kultur und hat dort eine Beratertätigkeit. Dieser Rat ist für das Kulturleben auf politischer Ebene in Russland zuständig. Jewgeni Mironow lebt und arbeitet in Moskau. Er gilt gemeinhin als einer der besten und bedeutendsten lebenden Schauspieler Russlands.

## Filmographie (Auswahl)
- 1991: Gulag 3
- 1992: Liebe (Любовь)
- 1993: Da Capo – Noch einmal mit Gefühl (Анкор, ещё анкор!)
- 1994: Die Sonne, die uns täuscht (Утомлённые солнцем)
- 1999: Mama (Мама)
- 2002: Das Irrenhaus (Дом дураков)
- 2002: Die Verwandlung (Превращение, Verfilmung von Franz Kafkas Erzählung "Die Verwandlung")
- 2003: Idiot (Идиот)
- 2006: Piranha (Охота на пиранью)
- 2008: Das Lager – Wir gingen durch die Hölle (In Tranzit)
- 2011: Dostojewski (Достоевский)
- 2013: Pepel (Пепел)
- 2014: Titanium – Strafplanet XT-59 (Вычислитель)
- 2017: Die Zeit der Ersten
- 2017: Mathilde – Liebe ändert alles (Матильда)
- 2022: Land of Legends

## Auszeichnungen (Auswahl)
- Nika (höchster russischer Filmpreis), 1995, 2006, 2011
- Staatspreis der Russischen Föderation, 1996
- Alexander-Solschenizyn-Literaturpreis (für seine Literaturverfilmungen), 2004
- Andrei-Tarkovsky-Preis, 2005
- Russe des Jahres, 2006
- Orden der Ehre, 2011[1].
- Verdienstorden für das Vaterland IV. Klasse, 2016[2]